# نخ أب (مياندشت)
نخ أب (بالفارسية: نخاب) هي مستوطنة تقع في إيران في Miyandasht Rural District. يقدر عدد سكانها بـ 137 نسمة بحسب إحصاء 2016.